# Chalan Kanoa
Chalan Kanoa (3251 mieszkańców w 2009) – miejscowość wypoczynkowa na zachodnim wybrzeżu wyspy Saipan, podawana często za stolicę Wspólnoty Marianów Północnych. Ósme co do wielkości miasto kraju.
Jest to rezultatem braku granic administracyjnych na wyspie, gdyż urzędy centralne (federalne) Wspólnoty mieszczą się w Susupe (2476 miesz.) nieco na północ od Chalan Kanoa, a siedziba gubernatora w Capital Hill (zwanym też Capitol Hill - 1560 mieszk.) w centrum Saipanu, na wschód od miejscowości Garapan (4414 mieszk.), także podawanej jako stolica kraju. W Chalan Kanoa znajduje się siedziba diecezji, a także liczne hotele i centra handlowe.